# Reff (Rückentrage)
Das Reff, in der Schweiz auch Räf, ist eine Art Rückentrage.
Es besteht aus einem Holzgestell, das auf dem Rücken befestigt wird. Im rechten Winkel zum Rückenbrett ist ein weiteres Brett befestigt, auf dem die zu transportierenden Gegenstände untergebracht werden.

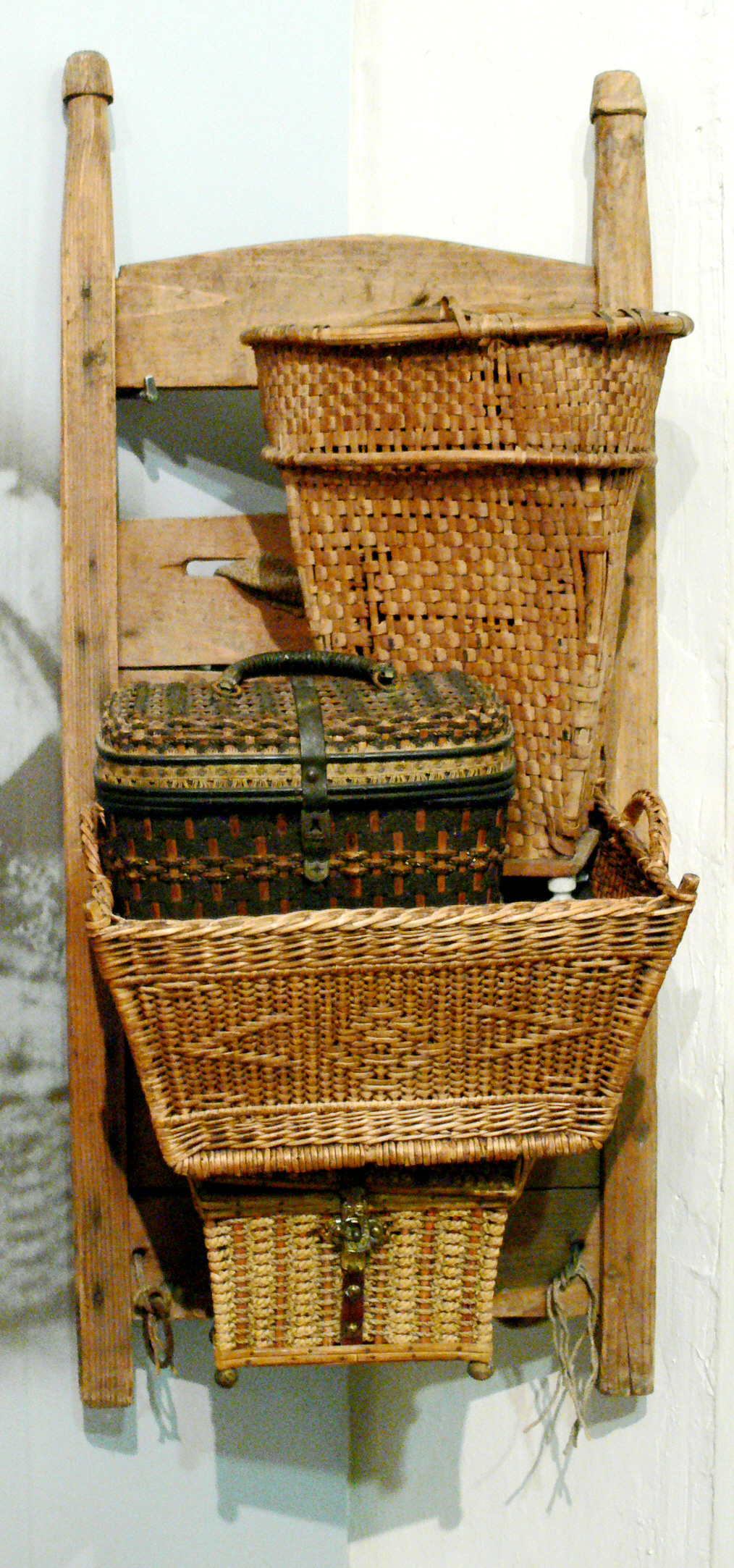
Reff aus Schmerbach, Ende 19. Jh. (Museum für Thüringer Volkskunde Erfurt)
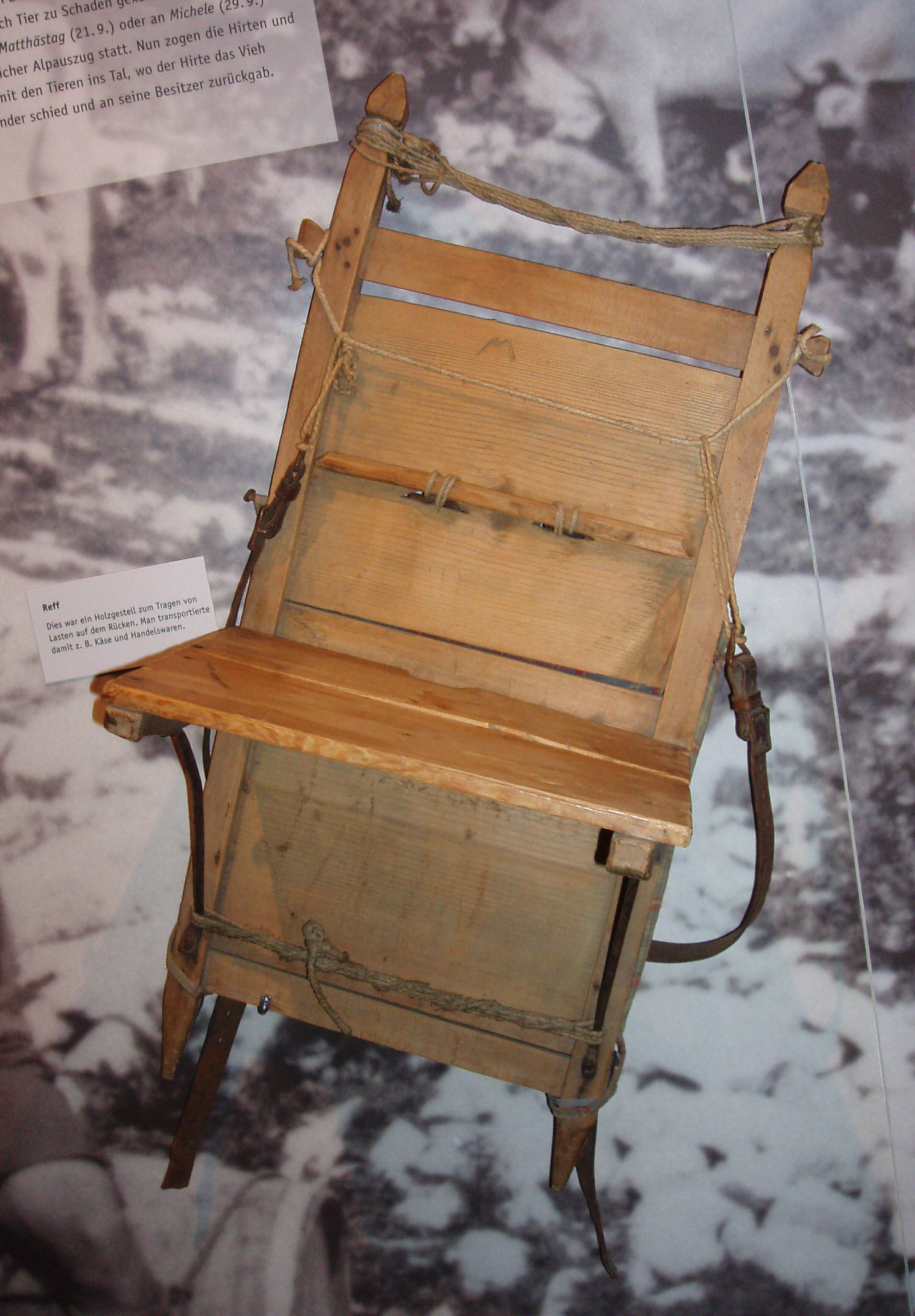
Reff aus dem Allgäu, (Heimathaus Sonthofen)
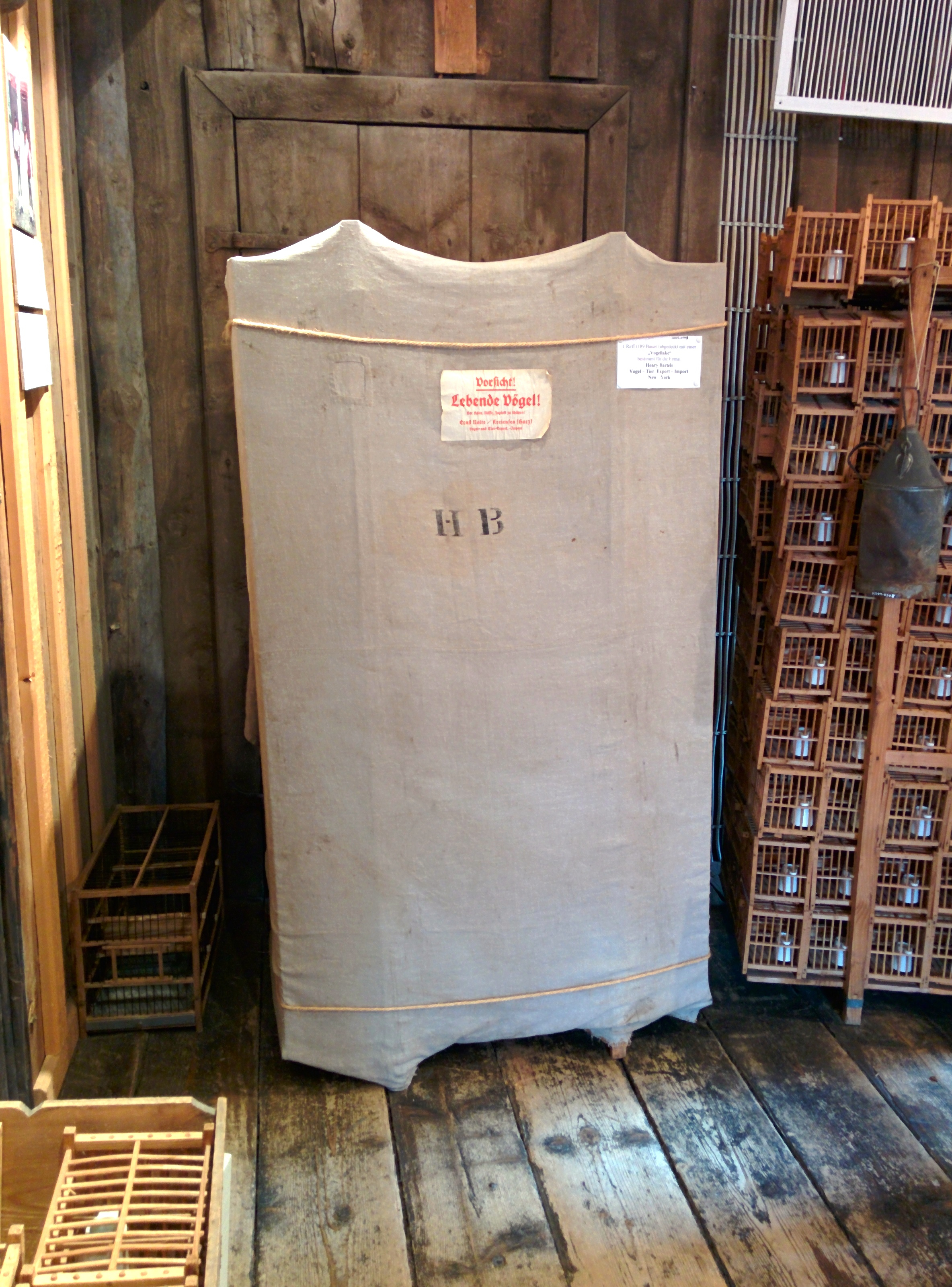
Reff mit Harzbauern aus dem Kanarienvogelmuseum in Sankt Andreasberg